# Aidin Mahmutović
Aidin Mahmutović (* 6. dubna 1986 Doboj) je bývalý bosenský profesionální fotbalista, který hrával na pozici útočníka. Svoji hráčskou kariéru ukončil v létě 2022, a to v bosenském klubu NK Čelik Zenica. Mimo Bosnu a Hercegovinu působil na klubové úrovni v Česku a Řecku.
Získal ocenění „Hráč měsíce Gambrinus ligy“ za srpen 2013.

## Klubová kariéra
S fotbalem začal v jedenácti letech v týmu NK Tošk Tešanj. Pak hrával v bosenském Čeliku Zenica. V roce 2007 byl na testech ve Spartě Praha, kde trénoval s B-mužstvem. Po 7 dnech si poranil tříslo a musel na operaci.

### FK Teplice
V průběhu ročníku 2007/08 přestoupil do klubu FK Teplice, odkud byl obratem poslán na hostování do týmu FK Ústí nad Labem. Když se v létě následujícího roku vrátil do Teplic, stal se členem základní sestavy. Postupem času o jeho služby projevila zájem německá mužstva, Teplice však hráče v kádru udržely.
Na začátku března 2012 před zápasem s Příbramí měl bilanci 100 zápasů a 30 gólů za severočeský klub. Sezónu 2012/13 Gambrinus ligy završil gólem do sítě domácí Mladé Boleslavi, Teplice porazily soupeře 1. června 2013 v posledním 30. kole 4:0 a trochu napravily dojem z nepříliš vydařené jarní části ročníku.
19. srpna 2013 se hattrickem podílel na historickém debaklu domácí Slavie Praha v poměru 7:0 pro Teplice, ačkoli nastoupil na hřiště až v 50. minutě. V dalším kole 25. srpna hrál proti Vysočině Jihlava v základní sestavě a tentokrát vstřelil dva góly, Teplice vyhrály 4:2. Zároveň se vyšvihl do čela průběžné tabulky ligových kanonýrů. Na začátku sezóny se dostal do výtečné formy a dařilo se i týmu. 15. září 2013 si připsal další vstřelenou branku, měl tak podíl na výhře Teplic 3:1 nad Jabloncem. 28. září vstřelil z pokutového kopu svou desátou branku sezóny proti Bohemians Praha 1905, čímž přispěl k vysoké výhře 5:1. 2. listopadu 2013 se v ligovém šlágru proti domácí Spartě Praha (prohra Teplic 0:2) zranil a musel odstoupit. Vyšetření ukázalo poškození předního zkříženého vazu a chrupavky, hráči tak předčasně skončila podzimní část sezóny. Nakonec se ukázalo, že zkřížený vaz je přetržený a Aidin absentoval až do konce ročníku 2013/14. Celkem za tým odehrál 160 ligových zápasů, ve kterých vstřelil 58 branek.

### FC Viktoria Plzeň
V prosinci 2014 podepsal smlouvu na 3,5 roku s FC Viktoria Plzeň. Nabídku měl mj. i od Sparty Praha.

#### Sezóna 2014/15
V zimní přípravě vstřelil 5 gólů včetně hattricku do sítě 1. FC Norimberk. První soutěžní start v plzeňském dresu si připsal 21. února 2015 v ligovém duelu proti Dynamu České Budějovice (výhra 6:0), kde i jednou skóroval. Po úspěšném debutu držel pětizápasový střelecký půst. Znovu se trefil až 12. dubna proti FC Zbrojovka Brno, kde otevíral ve 13. minutě skóre na 1:0 a o pár minut později zvyšoval na 2:0 (Plzeň vyhrála 4:1). Dvě kola před koncem ročníku 2014/15 získal s mužstvem Plzně mistrovský titul.

#### Sezóna 2015/16
18. července 2015 získal s mužstvem Superpohár, když Viktorka porazila FC Slovan Liberec 2:1. S Plzní se představil ve 3. předkole Ligy mistrů UEFA, kde klub narazil na izraelský celek Maccabi Tel Aviv FC. V prvním zápase na půdě soupeře Viktorka zvítězila 2-1, Mahmutović dal v 17. minutě gól na 1-0. V odvetě tým prohrál 0-2 a vypadl. S mužstvem následně hrál 4. předkolo Evropské ligy UEFA, kde tým narazil na klub ze Srbska FK Vojvodina Novi Sad. Po výhrách 3-0 (v tomto zápase Mahmutović nenastoupil) a 2-0 Plzeň postoupila do základní skupiny Evropské ligy, kde bylo mužstvo nalosováno do skupiny E společně s FK Dinamo Minsk (Bělorusko), Villarreal CF (Španělsko) a Rapid Vídeň (Rakousko). V první zápase skupinové fáze Evropské ligy proti Dinamu Minsk (výhra 2:0) vstřelil ve 75. minutě druhou branku zápasu. Západočeši získali ve skupině 4 body, skončili na třetím místě a do jarní vyřazovací části nepostoupili. V základní skupině Evropské ligy odehrál čtyři zápasy.
V 8. kole proti FC Slovan Liberec vstřelil v 80. minutě rozhodující branku na 2-1. V ročníku 2015/16 se částečně podílel na zisku mistrovského titulu Viktorie, klub dokázal ligové prvenství poprvé v historii obhájit.

#### SK Sigma Olomouc (hostování)
Jelikož ve Viktorii Plzeň nebyl stabilním členem základní jedenáctky, v lednu 2016 odešel na půlroční hostování do moravského týmu SK Sigma Olomouc. V ročníku 2015/16 klub sestoupil do 2. ligy a hráč se vrátil zpět do Plzně. Celkem za Sigmu odehrál 10 zápasů v lize, ve kterých dal dvě branky.

### 1. FK Příbram
Po návratu z hostování v Olomouci dostal od Viktorky svolení hledat si nové angažmá. V červenci 2016 se domluvil na hostování s týmem 1. FK Příbram. V zimní přestávce sezóny 2016/17 ePojisteni.cz ligy v Příbrami skončil.

### Panionios GSS
V lednu 2017 zamířil na přestup do řeckého celku Panionios GSS. Zde setrval pouze půlrok.

## Reprezentační kariéra
V letech 2004–2008 nastupoval za bosenskou reprezentaci do 21 let.

## Osobní život
Je ženatý, vyučil se kadeřníkem. Zažil válku v Jugoslávii. Líbí se mu španělská Primera División, má rád tenis, basketbal a jeho oblíbeným filmem je Ctihodný občan z roku 2009.